# 伊尹站
伊尹站位于河南省商丘市虞城县店集乡，是京九铁路的一座火车站，等级为四等站，距北京西站703公里，距常平站1612公里，本站及相邻上下行区间均为电气化区段。车站建于1989年，只办理货运，不办理客运业务。